# Playa Chica
Playa Chica är en ort i Mexiko.   Den ligger i kommunen San Felipe Jalapa de Díaz och delstaten Oaxaca, i den sydöstra delen av landet, 300 km sydost om huvudstaden Mexico City. Playa Chica ligger 94 meter över havet och antalet invånare är 1 273.
Terrängen runt Playa Chica är varierad. Runt Playa Chica är det ganska glesbefolkat, med 39 invånare per kvadratkilometer. Närmaste större samhälle är San Felipe Jalapa de Díaz, 2,1 km nordväst om Playa Chica. Omgivningarna runt Playa Chica är en mosaik av jordbruksmark och naturlig växtlighet.